# Faith Freedom International
Faith Freedom International (FFI) es una página web crítica con el Islam que se identifica a sí misma como un movimiento global de ex-musulmanes y aquellos a los que preocupa la amenaza del fundamentalismo islámico. Además, alberga una wiki llamada WikiIslam.
De acuerdo con su web, fue fundada por un iraní ex-musulmán residente en Canadá con el seudónimo de Ali Sina. En la web, Ali Sina ha propuesto borrar su web cuando ya no sea necesario realizar una serie de afirmaciones que realiza sobre el islam. La web es citada por Richard Dawkins en el apéndice de su libro The God Delusion, como uno de los pocos lugares islámicos que ayudan a que la gente escape de la religión. La misión de FFI está incluida en el libro de Ibn Warraq Leaving Islam: Apostates Speak Out.
Aunque el tráfico en la página ha fluctuado desde su creación en junio de 2001, según la fuente Alexa, en 2003 era uno de los 10 000 sitios más visitados y en 2006 uno de los 50 000 lugares más visitados en internet.